# Cookeina sinensis
Cookeina sinensis ist ein Schlauchpilz aus der Familie der Kelchbecherlingsverwandten.

## Merkmale

### Makroskopische Merkmale
Die gestielten, einzeln stehenden schüsselförmigen  Fruchtkörper, die Apothecien, werden bis zu 2,5 Zentimetern groß und bis zu 5 Zentimeter breit. Die Fruchtschicht ist ocker-orange bis grob erdfarben. Das Receptaculum ist im trockenen Zustand gelbbraun bis zimtbraun. Es ist deutlich haarig. Diese Haare sind steif, borstig, 6-7 Millimeter lang, in Büscheln angeordnet und entspringen dem medullären Excipulum.

### Mikroskopische Merkmale
Das äußere Excipulum ist bis zu 50 Mikrometer dick, besitzt eine Textura angularis (also ein Parenchym-ähnliches Gewebe), mit dickwandigen, durchscheinenden Zellen, die 7-13 × 15-25 Mikrometer groß werden. Das medulläre Excipulum besteht aus einer Textura intricata (ein Gewebe aus fädigen, stark miteinander verwobenen Hyphen), das 230-300 Mikrometer dick wird. Die Schläuche sind suboperculat, lang zylindrisch, sind aber an der Basis hyphenförmig, sind dickwandig und besitzen jeweils 8 Sporen. Die Jod-Farbreaktion mit Melzers Reagenz ist negativ. Sie werden 280-290 × 16-17 Mikrometer groß. Die Sporen sind glatt, beinahe spindelförmig bis zitronenförmig. Sie werden 25-28 × 12-12,5 Mikrometer groß. Sie besitzen zwei Öltropfen, die bis zu 9 Mikrometer im Durchmesser betragen können. Die Paraphysen sind perlschnurartig (moniliform), mit Querverbinden (anastomosierend) und septiert.

### Artabgrenzung
Von Cookeina colensoi unterscheidet sich Cookeina sinensis durch die langen Stiele, das nicht gelatinöse Excipulum und die großen Apothecien und das Vorhandensein von Haaren. Von Cookeina tricholoma unterscheidet sich Cookeina sinensis durch die glatten Sporen und die anderen Paraphysen. Die 2015 beschriebene Art Cookeina korfii hat kleinere Sporen und ist bisher (2016) nur von den Philippinen bekannt.

## Ökologie und Verbreitung
Cookeina sinensis lebt auf abgestorbenen, verrottenden Zweigen und pflanzlichen Abfall. Er wurde anfangs nur in China einschließlich Taiwan gefunden. Inzwischen sind auch Funde aus Indien aus dem Bundesstaat Maharashtra bekannt. Der Holotypus stammt aus der Provinz Yunnan.

## Systematik und Taxonomie
Cookeina sinensis wurde 1997 von dem chinesischen Mykologen Zheng Wang erstbeschrieben. Phylogenetische Studien zeigten, dass es die Schwesterart zu Cookeina tricholoma ist, sich aber deutlich von ihr unterscheidet. Auch die 2015 beschriebene Art Cookeina korfii befindet sich in dieser Klade.

## Etymologie
Der Name sinensis bezieht sich offensichtlich auf den Erstfundort China. Der Gattungsname Cookeina ehrt den englischen Mykologen Mordecai Cubitt Cooke.